# Echinopepon paniculatus
Echinopepon paniculatus är en gurkväxtart som först beskrevs av Célestin Alfred Cogniaux, och fick sitt nu gällande namn av J.V.A. Dieterle. Echinopepon paniculatus ingår i släktet Echinopepon och familjen gurkväxter. Inga underarter finns listade i Catalogue of Life.